# ميخائيل أوبراين (موسيقي)
ميخائيل أوبراين (بالإنجليزية: Michael O'Brien)‏ هو موسيقي وكاتب أغاني أمريكي، ولد في 23 أغسطس 1964 في ميامي في الولايات المتحدة.

## وصلات خارجية
- الموقع الرسمي
- ميخائيل أوبراين على موقع IMDb (الإنجليزية)
- ميخائيل أوبراين على موقع ميوزك برينز (الإنجليزية)
- ميخائيل أوبراين على موقع أول ميوزيك (الإنجليزية)
- ميخائيل أوبراين على موقع أول ميوزيك (الإنجليزية)
- ميخائيل أوبراين على موقع ديسكوغز (الإنجليزية)